# Eragrostis pubescens
Eragrostis pubescens là một loài thực vật có hoa trong họ Hòa thảo. Loài này được (R.Br.) Steud. mô tả khoa học đầu tiên năm 1854.